# Windows Hardware Lab Kit
Windows Hardware Lab Kit (Windows HLK) は、Windows 用のデバイスを認証するためにマイクロソフトが提供するテスト自動化フレームワークです。以前にリリースされた同様のフレームワークは、Windows Hardware Certification Kit (Windows HCK) と Windows Logo Kit (WLK) と呼ばれていました。
このフレームワークは、Microsoft Designed for Windows Logoを使用する資格を得るために、ハードウェアベンダーが合格することを要求されるデバイスドライバのテストのスケジューリングと実行を自動化します。また、ユーザーが自分で作成したドライバテストを自動化することもできます。これらのテストは、Microsoftが提供するロゴテストと組み合わせて、カスタムテストのパスを作成することができ、組織はDTMを使用して適切な方法でドライバーを検証することができます。

## 歴史
Windows 2000, XP, 2003の時間枠にて、デバイスを認証するための古いツールのハードウェア互換性テスト（Hardware Compatibility Test ,HCT）がありました。Windows Vistaがリリースされたとき、ツールは、当時サポートされていたすべてのプラットフォームのドライバを認証することができるDriver Test Manager (DTM)に置き換えられました。当時DTMはWindows Driver Kit (WDK)の一部でした。その後、DTMはWDKから分離され、Windows Logo Kit (WLK)に名称が変更されました。Windows 8では、//Build/カンファレンスで発表されたように、Windows Hardware Certification Kit (Windows HCK)に名称が変更されました。その後、Windows 10のリリースでは、Windows 10プラットフォーム上でのハードウェアとドライバのテストを目的とした「Windows Hardware Lab Kit (Windows HLK)」に名称が再び変更された。Windows ハードウェア認証キットは、Windows 7、Windows 8、Windows 8.1 (およびそれぞれのサーバー製品) プラットフォームでのハードウェアのテストを継続しています。